# Everything Counts
Everything Counts è un singolo del gruppo musicale britannico Depeche Mode, pubblicato l'11 luglio 1983 come primo estratto dal terzo album in studio Construction Time Again.
Una ristampa successiva, datata 25 marzo 1989, è stata realizzata dal vivo per lanciare l'album 101. La canzone è anche contenuta nelle raccolte The Singles 81-85, Remixes 81-04 (riarrangiata da Alan Moulder) e The Best of Depeche Mode, Volume 1.

## Peculiarità
Nel pezzo, l'autore Martin Gore suona il costosissimo Synclavier (un sintetizzatore FM ed a campionamento dal prezzo prossimo ai 200000 $), i cui campioni erano suoni musicali e rumori registrati per la strada.
La canzone è stata utilizzata nella colonna sonora del videogioco Grand Theft Auto: Vice City Stories del 2006, è possibile ascoltarla sulla radio del videogioco Wave 103.

## Video musicale
Il video è ambientato interamente in alcune luoghi noti di Berlino Ovest nel quartiere di Kreuzberg: si possono vedere, dalle sequenze, il viadotto della linea U1 della metropolitana di Berlino (U-Bahn), il "muro" vicino al Martin-Gropius-Bau e uno dei laghi che circonda la città. Queste location sono "illustrate" dagli stessi membri del gruppo con effetti di montaggio e il suono di inusuali strumenti (ciaramella medievale e xilofono su tutti). La regia è a cura di Clive Richardson che aveva già diretto Just Can't Get Enough.
D'altronde, i componenti del gruppo avevano registrato parte dell'album anche in Germania Ovest, dove hanno anche vissuto per qualche tempo, e in particolare negli Hansa Tonstudio.

## Tracce
1. Everything Counts (Single Version) – 3:58 (Martin Lee Gore)
2. Work Hard (Single Version) – 4:21 (Martin Lee Gore, Alan Wilder)

## Formazione
Hanno partecipato alle registrazioni, secondo le note di copertina di Construction Time Again:
Gruppo
- Andrew Fletcher – strumentazione, cori
- David Gahan – voce, strumentazione
- Martin Gore – strumentazione, seconda voce
- Alan Wilder – strumentazione, cori

Produzione
- Daniel Miller – produzione
- Depeche Mode – produzione
- Gareth Jones – ingegneria del suono, missaggio

## Classifiche
| Classifica (1983)        | Posizione massima |
| ------------------------ | ----------------- |
| Austria                  | 26                |
| Germania                 | 23                |
| Irlanda                  | 15                |
| Italia                   | 24                |
| Nuova Zelanda            | 27                |
| Paesi Bassi              | 50                |
| Regno Unito              | 6                 |
| Stati Uniti (dance club) | 17                |
| Sudafrica                | 20                |
| Svezia                   | 18                |
| Svizzera                 | 8                 |

## Versione dal vivo
Nel 1989 la versione live da 101 fu pubblicata come singolo.

### Video musicale
La versione di 101 fu invece diretta da D. A. Pennebaker, e mostra l'esecuzione della canzone, alternata da parti di backstage: caratteristiche le scene in cui lo staff della band conta il denaro degli incassi dell'ultima data del Music for the Masses Tour.

### Tracce
Testi e musiche di Martin Lee Gore.
1. Everything Counts – 5:48
2. Nothing – 4:35

### Classifiche
| Classifica (1989)                 | Posizione massima |
| --------------------------------- | ----------------- |
| Francia                           | 29                |
| Germania                          | 12                |
| Irlanda                           | 17                |
| Italia                            | 35                |
| Paesi Bassi                       | 89                |
| Regno Unito                       | 22                |
| Spagna                            | 20                |
| Stati Uniti (alternative)         | 13                |
| Stati Uniti (dance club)          | 16                |
| Stati Uniti (dance singles sales) | 18                |
| Svizzera                          | 18                |

## Riconoscimenti
- NME – NME Writers 100 Best Indie Singles Ever (23º posto)

## Cover
Nel 1997 Everything Counts è stata rivisitata dal gruppo melodic death metal svedese In Flames per il loro album Whoracle.